# アンソニー・B・リッチモンド
アンソニー・B・リッチモンド（Anthony B. Richmond BSC, ASC, 1942年7月7日 - ）は、イギリスの撮影監督。アンソニー・リッチモンド (Anthony Richmond)、トニー・リッチモンド (Tony Richmond)とも表記される。
ロンドン出身。1973年、『赤い影』で英国アカデミー賞 撮影賞を受賞。ニコラス・ローグ監督作品の撮影を手掛ける事が多い。
女優ジャクリーン・スミスの2番目の夫だった（1981年 - 1989年）。

## フィルモグラフィー
- ワン・プラス・ワン Sympathy for the Devil (1968)
- レット・イット・ビー Let It Be (1970)
- 原潜ポラリスSOS Madame Sin (1971)
- 赤い影 Don't Look Now (1973)
- MR.バンピラ/眠れる棺の美女 Vampira (1975)
- 地球に落ちて来た男 The Man Who Fell to Earth (1976)
- 鷲は舞いおりた The Eagle Has Landed (1976)
- 愛はエーゲ海に燃ゆ The Greek Tycoon (1978)
- チャールズ・ブロンソン/愛と銃弾 Love and Bullets (1979)
- ジェラシー Bad Timing (1979)
- ナイトキル Nightkill (1980)
- ダンス・パーティ'65 The In Crowd (1988)
- キャット・チェイサー Cat Chaser (1988)
- シザーズ/氷の誘惑 Scissors (1991)
- インディアン・ランナー The Indian Runner (1991)
- タイムボンバー Timebomb (1991)
- キャンディマン Candyman (1992)
- サンドロット/僕らがいた夏 The Sandlot (1992)
- 冷たい一瞬を抱いて Bastard Out of Carolina (1996)
- ファースト・キッド/僕のパパは大統領 First Kid (1996)
- 不法執刀 Playing God (1997)
- オーバー・ザ・ムーン A Walk on the Moon (1999)
- ラビナス Ravenous (1999)
- インシデント Cherry Falls (2000)
- ザ・ダイバー Men of Honor (2000)
- 恋する遺伝子 Someone Like You (2001)
- キューティ・ブロンド Legally Blonde (2001)
- クリスティーナの好きなコト The Sweetest Thing (2002)
- 新 Mr.ダマー ハリーとロイド、コンビ結成! Dumb and Dumberer: When Harry Met Lloyd (2003)
- シェイド Shade (2003)
- ダンシング・ハバナ Dirty Dancing: Havana Nights (2004)
- シンデレラ・ストーリー A Cinderella Story (2005)
- モテる男のコロし方 John Tucker Must Die (2006)
- めざせ!スーパーの星 Employee Of The Month (2006)
- 噂のアゲメンに恋をした! Good Luck Chuck (2007)
- 鉄板スポーツ伝説 The Comebacks (2007)
- 解体病棟 Autopsy (2008)
- ROCKER 40歳のロック☆デビュー The Rocker (2008)
- セックスと嘘とラスベガス Sex and Lies in Sin City (2008)
- お願い!プレイメイト Miss March (2009)
- ミッドナイト・トレイン Night Train (2009)
- アルビン2 シマリス3兄弟 vs. 3姉妹 Alvin and the Chipmunks: The Squeakquel (2009)
- ビッグママ・ハウス3 Big Mommas: Like Father, Like Son (2011)
- グレッグのダメ日記3 Diary of a Wimpy Kid: Dog Days (2012)

## 関連文献
- Anthony B. Richmond - cinematographer.nl